# 金座通り
金座通り（きんざどおり）は、東京都中央区の久松警察署前交差点から日本橋浜町の浜町河岸通り合流部を結ぶ道路の通称である。

## 概要
特別区道中日第6号線の道路愛称である。現在の日本銀行跡には元々金座が存在しており、起点の日本橋浜町から金座通りを西方に直進すると金座のあった日本橋本両替町（現在の日本橋本石町）に通じる路線である。日本橋地域といえば金座を連想する場所柄、金座が日本橋に存在したことを後世に受け継ぐ目的も兼ねた愛称名でもある。
1993年(平成5年)に日本橋浜町一丁目12番から日本橋浜町二丁目11番までの道が「金座通り」という愛称に設定された。昭和初期にも、関東大震災復興の幹線道路事業の一つとして整備された道路（明治座を通り清洲橋方面に抜ける道）が「金座通り」と呼ばれたが、日本橋浜町内に金座の倉庫があったとする地元の要望で、賑やかな銀座にあやかって命名されたという。

## 交差・合流・分岐する主な道路
清洲橋通り

## 画像

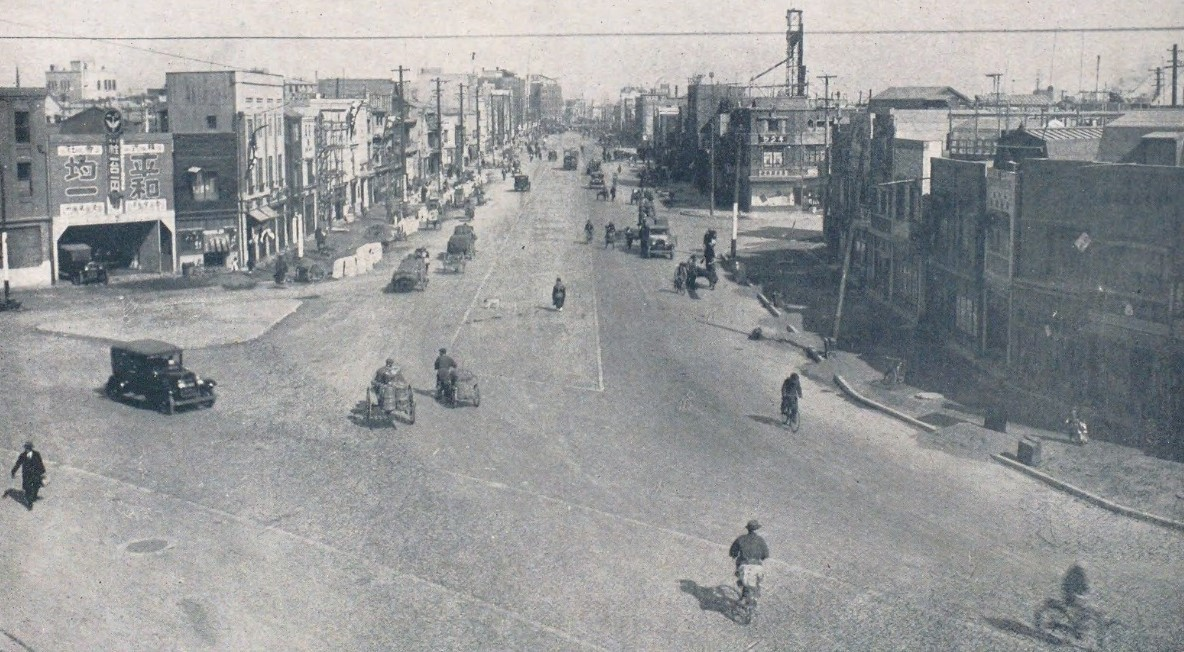
1920年代の金座通り。架空線は全て地下に整理され、近代的な通りだった。左角にタクシー会社